# Пырлица (Сорокский район)
Пырлица (рум. Pîrliţa) — село в Сорокском районе Молдавии. Является административным центром коммуны Пырлица, включающей также сёла Ванцина и Малая Ванцина.

## География
Село расположено на высоте 181 метр над уровнем моря.

## Население
По данным переписи населения 2004 года, в селе Пырлица проживает 525 человек (242 мужчины, 283 женщины).
Этнический состав села:
| Национальность | Число жителей | Процентный состав |
| -------------- | ------------- | ----------------- |
| молдаване      | 516           | 98,29             |
| румыны         | 4             | 0,76              |
| русские        | 3             | 0,57              |
| украинцы       | 2             | 0,38              |
| Всего          | 525           | 100 %             |